# Samara guvernement
Samara guvernement var et guvernement i Kejserdømmet Rusland og Sovjetunionen 1851–1928.

## Historie
Samara guvernement blev oprettet i 1850 af dele af guvernementerne Simbirsk, Orenburg og Saratov.

## Grænser
Guvernementet begrænsedes af Kasan, Simbirsk, Saratov, Astrakhan, Orenburg og Ufa. Arealet var 151.047 km².

## Demografi
Guvernementet hade 3.658.900 indbyggere i 1912[kilde mangler], af hvilke 12 % var muslimer. Nationalt var guvernementet sammensat af russere, tatarer, basjkirer, kirgiser, mordviner, tjuvasjer, votjaker og omkring 140.000 tyske kolonister.

## Terræn
Hovedflod var Volga, som inden for guvernementet fra vest optog den 549 km lange flod Samara, Irgis og Targun, som udgjorde grænsen i syd. Landet lignede langs Volgas venstre bred en vidt strakt, næsten skovløs steppe, som kun i syd og øst blev afbrudt af Uralflodens forgrening, Obsjtjij syrt.

## Næringsliv
Jorden var meget frugtbar og gav rige høstudbytter, især i de sydlige distrikter, som blev dyrket af tyskere og schweizere. Hovedafgrøder var hvede, havre, rug og tobak. Viktige næringsveje var fiskeriet og husdyrholdet. Der imod var industrien ubetydelig.

## Administrativ inddeling
Guvernementet var inddelt i syv ujezd: Bugulma, Buguruslan, Buzuluk, Nikolajevsk, Novouzensk, Samara og Stavropol.